# 主动轮廓模型

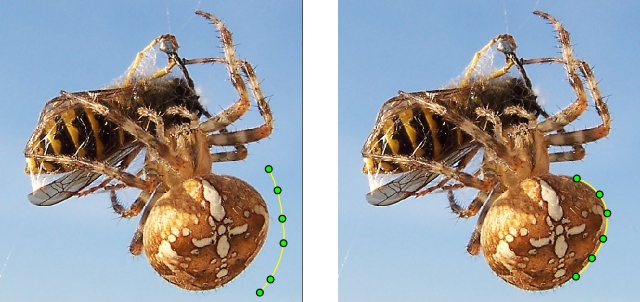
主动轮廓模型

主动轮廓模型（Active contour model），又被称为“Snakes”，是一种从可能含有雜訊的2D图像中提取物體轮廓线的架構。
具體作法是先在圖像創建一條初始曲線，形狀不拘，但需將目標物體輪廓線包在內側。接著建立「能量方程式」，包括規範曲線形狀為目的之「內部能量」，及規範曲線與目標物體輪廓線接近程度之「外部能量」。在運算過程中，最小化內部能量可令曲線持續向內部緊縮並保持平滑；而最小化外部能量則可令曲線持續貼近目標物體輪廓線而到達一致為止。
Snakes模型在计算机视觉中被普遍使用，并且引发了2D和3D领域的一些改进。